# Rue Jul Merckaert
Pour les articles homonymes, voir Jul et Merckaert.
La rue Jul Merckaert (en néerlandais : Jul Merckaertstraat) est une rue bruxelloise de la commune de Schaerbeek qui va de l'avenue Frans Courtens à la rue Paul Leduc.

## Histoire et description
La rue porte le nom d'un peintre belge, Jules Merckaert, né à Schaerbeek le 7 juin 1872 et décédé à Schaerbeek le 25 octobre 1924.
La numérotation des habitations va de 1 à 15 pour le côté impair et de 2 à 16 pour le côté pair.